# Bella e Ida alla finestra
Bella e Ida alla finestra è un dipinto a olio su cartone incollato (altezza 56,5 centimetri , larghezza 45 cm) realizzato nel 1916 dal pittore russo con cittadinanza francese Marc Chagall.
Fa parte di una collezione privata.

## Descrizione dell'opera
Il pittore raffigura Bella e Ida, rispettivamente la moglie e la figlia vicino a una grande finestra.
La moglie Bella ora madre, è seduta su una sedia e da le spalle alla finestra, tiene teneramente in  braccio  la sua bambina.
il viso della donna è rivolto alla piccola, di cui emergono i folti capelli neri nel bianco dei merletti delle coperte; L'espressione è serena e sorridente e si perde nelle sfumature di colore che rendono ugualmente la dolcezza del sorriso della madre e della figlia.
Madre e figlia sono vestite con abiti del medesimo colore,con un colletto bianco; il panneggio è mosso e la fusione dei suoi toni da l'impressione che le due figure emergano da una sola veste.
Dietro di loro sta la parete verde acqua della stanza, al cui centro, inclinata verso destra, si apre una finestra che lascia intravedere il giardino.
Al lato della finestra ci sono due tende, mentre sul davanzale c'è un vaso di fiori rosso cupo. 